# Лайклі (Каліфорнія)
Лайклі (англ. Likely) — переписна місцевість (CDP) в США, в окрузі Модок штату Каліфорнія. Населення — 58 осіб (2020).

## Географія
Лайклі розташоване за координатами 41°13′31″ пн. ш. 120°30′10″ зх. д. / 41.22528° пн. ш. 120.50278° зх. д. (41.225356, -120.502774).  За даними Бюро перепису населення США в 2010 році переписна місцевість мала площу 3,45 км², з яких 3,44 км² — суходіл та 0,01 км² — водойми.

## Демографія
Згідно з переписом 2010 року, у переписній місцевості мешкали 63 особи в 34 домогосподарствах у складі 21 родини. Густота населення становила 18 осіб/км².  Було 46 помешкань (13/км²).
Расовий склад населення:
| - 90,5 % — білих - 7,9 % — корінних американців |

До двох чи більше рас належало 1,6 %. Частка іспаномовних становила 9,5 % від усіх жителів.
За віковим діапазоном населення розподілялося таким чином: 7,9 % — особи молодші 18 років, 52,4 % — особи у віці 18—64 років, 39,7 % — особи у віці 65 років та старші. Медіана віку мешканця становила 59,1 року. На 100 осіб жіночої статі у переписній місцевості припадало 103,2 чоловіків;  на 100 жінок у віці від 18 років та старших — 100,0 чоловіків також старших 18 років.
Цивільне працевлаштоване населення становило 0 осіб. 